# Carlos Mendy
Reclus Isasmendi Borges, conocido artísticamente como Carlos Mendy (Montevideo, 1929-2002) fue un actor uruguayo afincado en España.

## Biografía
Siendo aún muy joven se instala en Argentina, país en el que da sus primeros pasos como actor y en el que participa en el filme Somos todos inquilinos (1954). En 1955 se traslada a España, donde fija definitivamente su residencia y desarrolla su carrera artística.
Debuta en el cine en 1955 con la versión del clásico de Shakespeare La fierecilla domada, protagonizada por Carmen Sevilla. Sería el primero de una casi cincuentena de títulos a lo largo de cuatro décadas, casi siempre en papeles de reparto. En su filmografía se incluyen títulos como La cárcel de cristal (1957), de Julio Coll; El asalto (1960) de Kurt Land; María, matrícula de Bilbao (1960), de Ladislao Vajda;  Gaudí (1960) dirigida por José María Argemí, donde interpreta al arquitecto catalán Gaudí, Currito de la Cruz (1965), de Rafael Gil; Sor Citroen (1967), de Pedro Lazaga; o Los chicos del Preu (1967), también de Lazaga.
Sin embargo será a través de la televisión como alcance mayor popularidad. Presente en decenas de espacios dramáticos de TVE desde mediados de los años sesenta, interviene entre otros Historias para no dormir (1967); Pablo y Virginia (1968), que protagoniza junto a Conchita Montes; Novela, Sospecha, Teatro de siempre y Hora once.
Con posterioridad ha actuado como actor de voz en algún serial radiofónico, como La saga de los Porretas (1976-1988), donde interpretaba a Don Hermógenes, el presidente del casino El Buen Jubilado.
En teatro destacan sus participaciones en La guerra empieza en Cuba (1955), ¿De acuerdo, Susana? (1955), Una muchachita de Valladolid (1957), Las señoras primero (1959), Casa de muñecas (1961), Aurelia y sus hombres (1961), Vamos a contar mentiras (1962), The Caretaker (1962) de Harold Pinter,  Don Juan Tenorio (1974), El lindo don Diego (1980), Luces de Bohemia (1984), La gran pirueta (1986), Miau (1987), Porfiar hasta morir (1989), El principe constante (1990) o La Gran Sultana (1992), con Silvia Marsó.

## Teatro (selección)
- La guerra empieza en Cuba (1955), de Victor Ruiz Iriarte.
- Buenas noches Patricia (1957), de Aldo de Benedetti.
- Lo siento señor García (1957), de Alfonso Paso.
- Un marido es algo (1957), de Juan Vasazary y Joaquín Pérez Madrigal.
- Una muchachita de Valladolid (1957), de Joaquín Calvo Sotelo.
- Esta noche es la víspera (1959), de Víctor Ruiz Iriarte.
- Vuelve, pequeña Sheba (1959), de William Inge.
- El portero (1960), de Harold Pinter.
- Casa de muñecas (1961), de Ibsen.
- Don Juan Tenorio (1961), de José Zorrilla.
- Aurelia y sus hombres (1961), de Alfonso Paso.
- El cardo y la malva (1961), de Alfonso Paso.
- La embustera (1961), de Diego Fabbri.
- El portero (1962), de Harold Pinter.
- Moliendo café (1962), de Michel Durand.
- Vamos a contar mentiras (1962), de Alfonso Paso.
- El segundo disparo (1965), de Robert Thomas.
- Todo en el jardín  (1970), de Edward Albee